# Konijn (astrologie)
Het konijn of haas is het vierde dier in de twaalfjaarlijkse cyclus van de Chinese dierenriem volgens de Chinese kalender. In sommige Chinese horoscopen, met name in Vietnam, is het konijn vervangen door 'kat'.
Volgens traditionele Chinese verhalen wordt elk dier uit de dierenriem met bepaalde persoonlijkheidstrekken in verband gebracht. Volgens de Chinese astrologie hebben mensen die in het Jaar van het Konijn zijn geboren onder andere de  karaktereigenschappen rechtschapen, intuïtief, elegant, gevoelsmatig, gastvrij, attent en voorzichtig. Ze staan erom bekend dat ze goed zorgen voor de mensen in hun omgeving, kalm, gereserveerd, bedachtzaam en ingetogen zijn en gevoelig voor de wereld om hen heen. Die gevoeligheid komt vooral tot uiting als zich onzekere of onvoorspelbare situaties aandienen. Konijnen hebben moeite om binnen een agressieve of competitieve omgeving uit te blinken en voelen zich angstig wanneer ze door anderen gedwongen worden om risico’s te nemen die zij niet willen nemen. Konijnen neigen tot creëren van een comfortabele en vredige sfeer. Mensen die geboren zijn in het jaar van het Konijn leiden vaak een rustig leven waarin veiligheid zeer belangrijk is. Mensen uit het jaar van het Konijn zijn verantwoordelijk en als ze echt in iets geloven, zullen ze daar serieus aan toegewijd zijn, niet snel opgeven en bewijzen ze capabel zijn.
In sommige Chinese horoscopen, met name in Vietnam, is het konijn vervangen door 'kat'. Konijn is volgens de Sino-Vietnamese uitspraak van het Chinese karakter 卯 (en huidige Vietnamese schrijfwijze ervan) Mão (Mẹo). "Mẹo" is een toon verschillend in de intonatie, bijna homofoon aan "mèo", Vietnamees voor kat. Mogelijk is hierdoor, door een verkeerd aangeleerde manier van uitspreken, of een verkeerd aangeleerde interpretatie van de Sino-Vietnamese uitspraak over de jaren/eeuwen heen, konijn veranderd naar kat. Eigenlijk is dit strijdig met het verhaal over het ontstaan van de Chinese dierenriem: de kat kwam door toedoen van de rat te laat om een jaar naar zich vernoemd te krijgen.

## Jaar van het konijn
De Chinese maankalender loopt niet gelijk met de gregoriaanse kalender – het Chinees Nieuwjaar valt in januari of februari. Voor de jaren volgens de gregoriaanse kalender moet daarom bij onderstaande jaartallen 1 worden opgeteld. Navolgende jaren zijn jaren die in het teken van het konijn staan:  1903 - 1915 - 1927 - 1939 - 1951 - 1963 - 1975 - 1987 - 1999 - 2011 - 2023 - 2035 - 2047.